# La Floresta (Uruguay)
La Floresta es un balneario uruguayo del departamento de Canelones, siendo el balneario más antiguo de la Costa de Oro, cuyos orígenes se remontan a 1909. La calle principal del balneario, la Avenida Treinta y Tres reúne variados restaurantes, comercios y locales de entretenimiento.

## Geografía
La ciudad se encuentra ubicada al sur del departamento de Canelones, sobre las costas del Río de la Plata, forma parte de la denominada Costa de Oro y se encuentra en el km 54 de la ruta Interbalnearia, la cual la conecta directamente con la ciudad de Montevideo. Limita al oeste con la ciudad de Parque del Plata, de la cual está separada por el arroyo Solís Chico, al este limita con el balneario Costa Azul, siendo el arroyo Sarandí el límite natural entre ellas. Pocos kilómetros al norte se encuentra la localidad denominada Estación La Floresta.

## Historia

### Orígenes
Tuvo su origen a finales de 1909 cuando el doctor Miguel Perea, abogado y fundador de algunas instituciones de crédito, comenzó una actividad forestadora, plantando pinos y eucaliptos, en una amplia faja de arenales comprendida entre los arroyos Solís Chico y Sarandí y desde el pueblo Mosquitos (hoy Soca) hasta el Río de la Plata. En marzo de 1911 constituyó una sociedad anónima de arboricultura, balneario y fomento territorial, llamada «La Floresta». Se desarrolló como balneario a comienzos del siglo XX y logró su apogeo en 1920. El 3 de enero de 1915 se inauguró el Hotel La Floresta, el edificio más alto de la zona, que fue ampliado en varias etapas hasta el año 1921. En el mismo edificio funcionaba un casino, que fue cerrado a comienzos del siglo XXI, y, al fondo, un cine, que sigue funcionando en verano. Un testimonio sobre el origen católico del balneario se ve reflejado en su planta urbana, donde es posible apreciar, sin lugar a dudas, la figura geométrica de la Medalla Milagrosa de la Virgen María. El alto porcentaje de fieles cristianos que hoy día residen y veranean en La Floresta acompañan dicho testimonio; también lo percibimos por sus calles, engalanadas de casas con la imagen de su protectora, la Virgen de Las Flores Archivado el 13 de septiembre de 2016 en Wayback Machine..

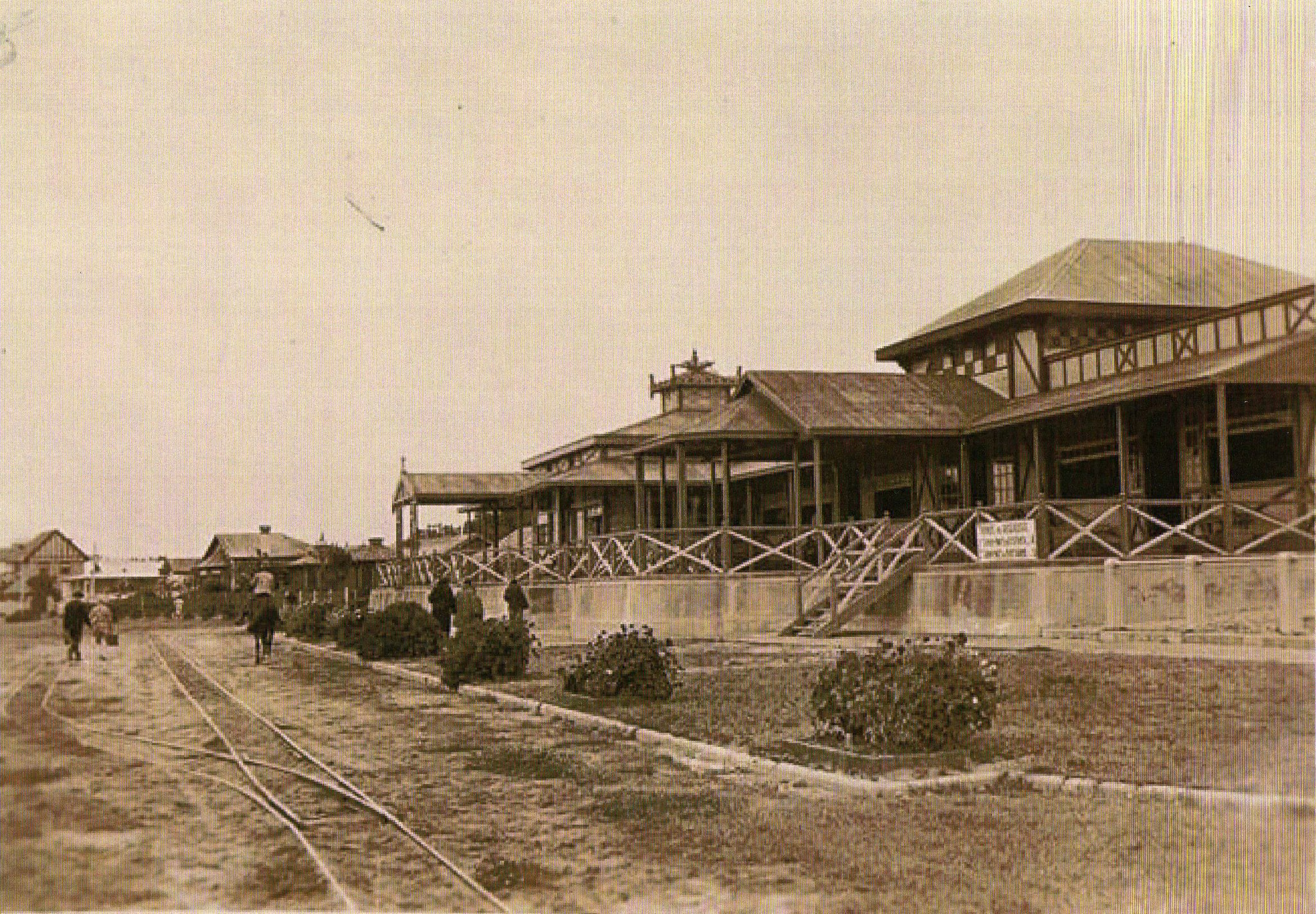
Ferrocarril y Tranvia de La Floresta
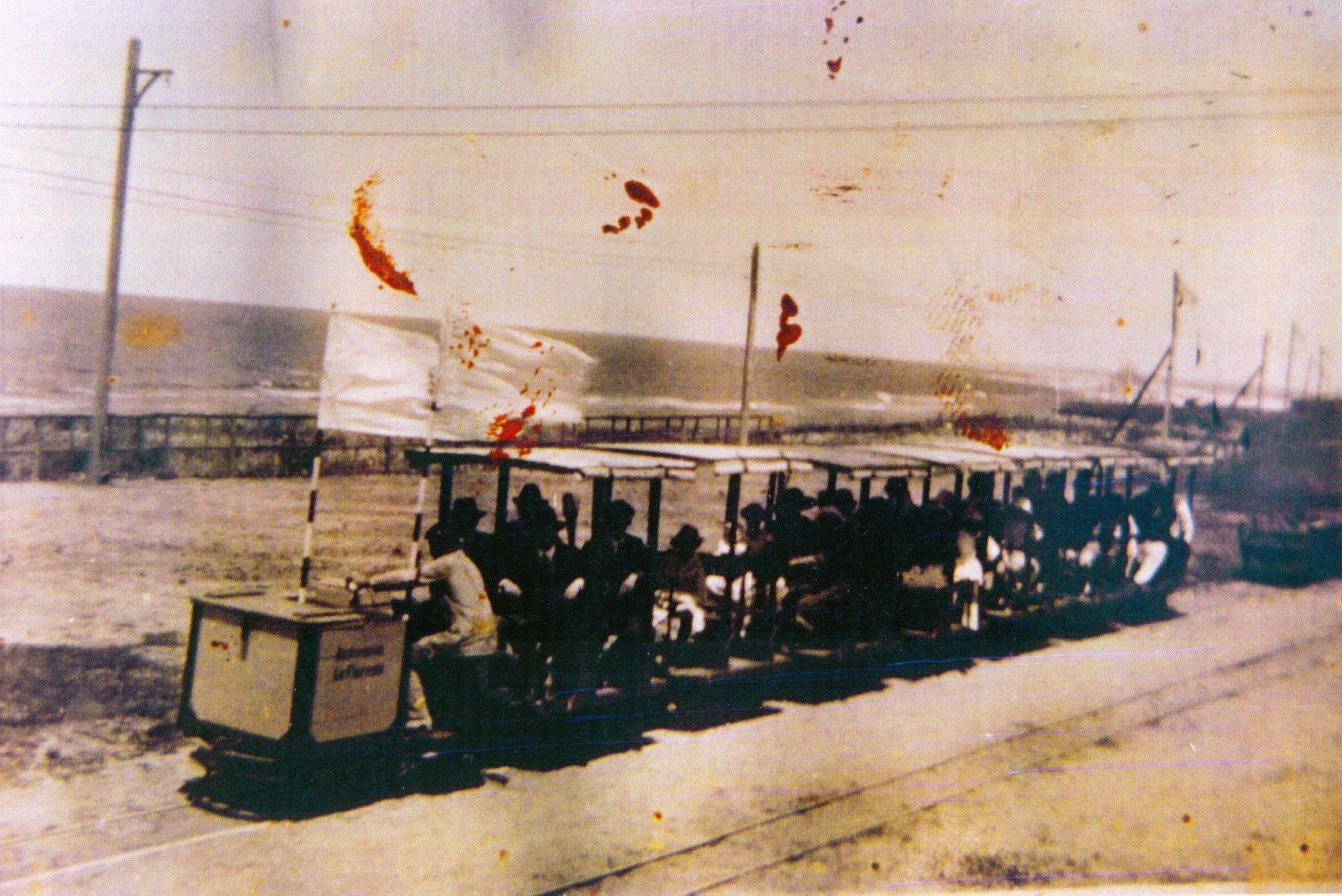
Ferrocarril y Tranvia de La Floresta
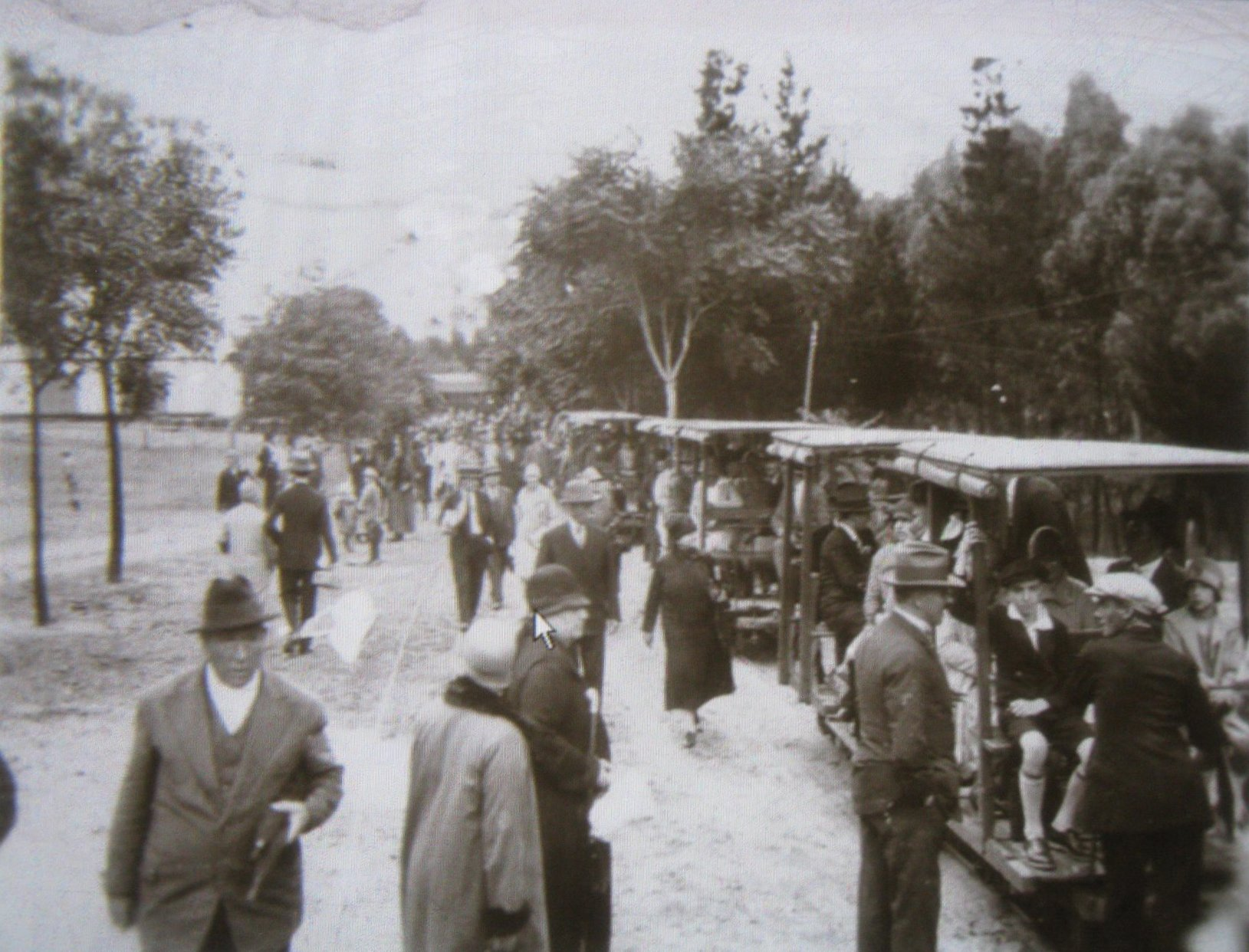
Ferrocarril y Tranvia de La Floresta
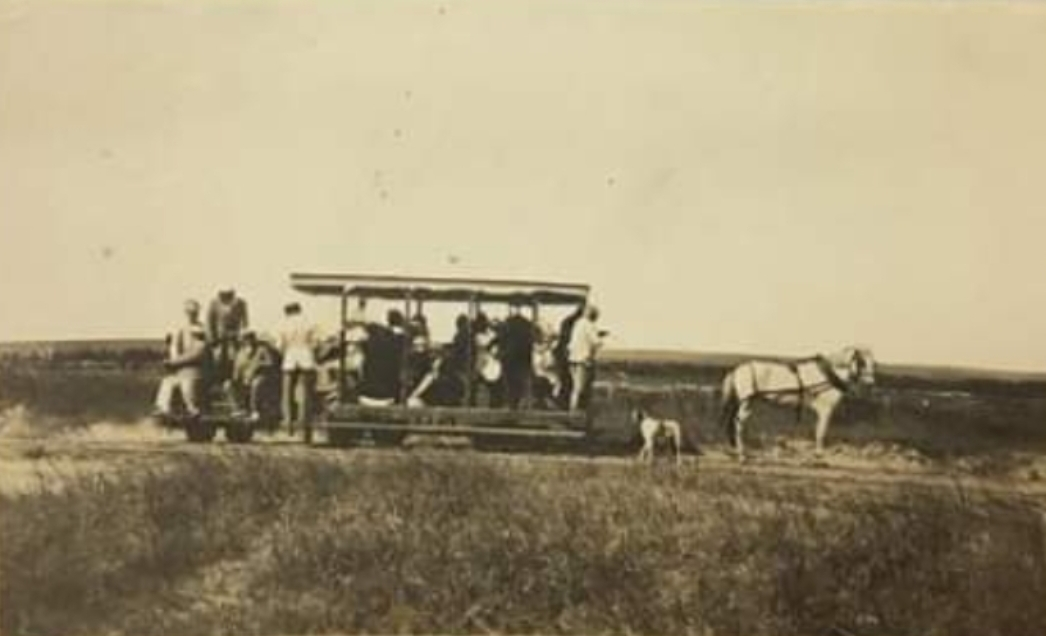
Imagen Histórica de La Floresta
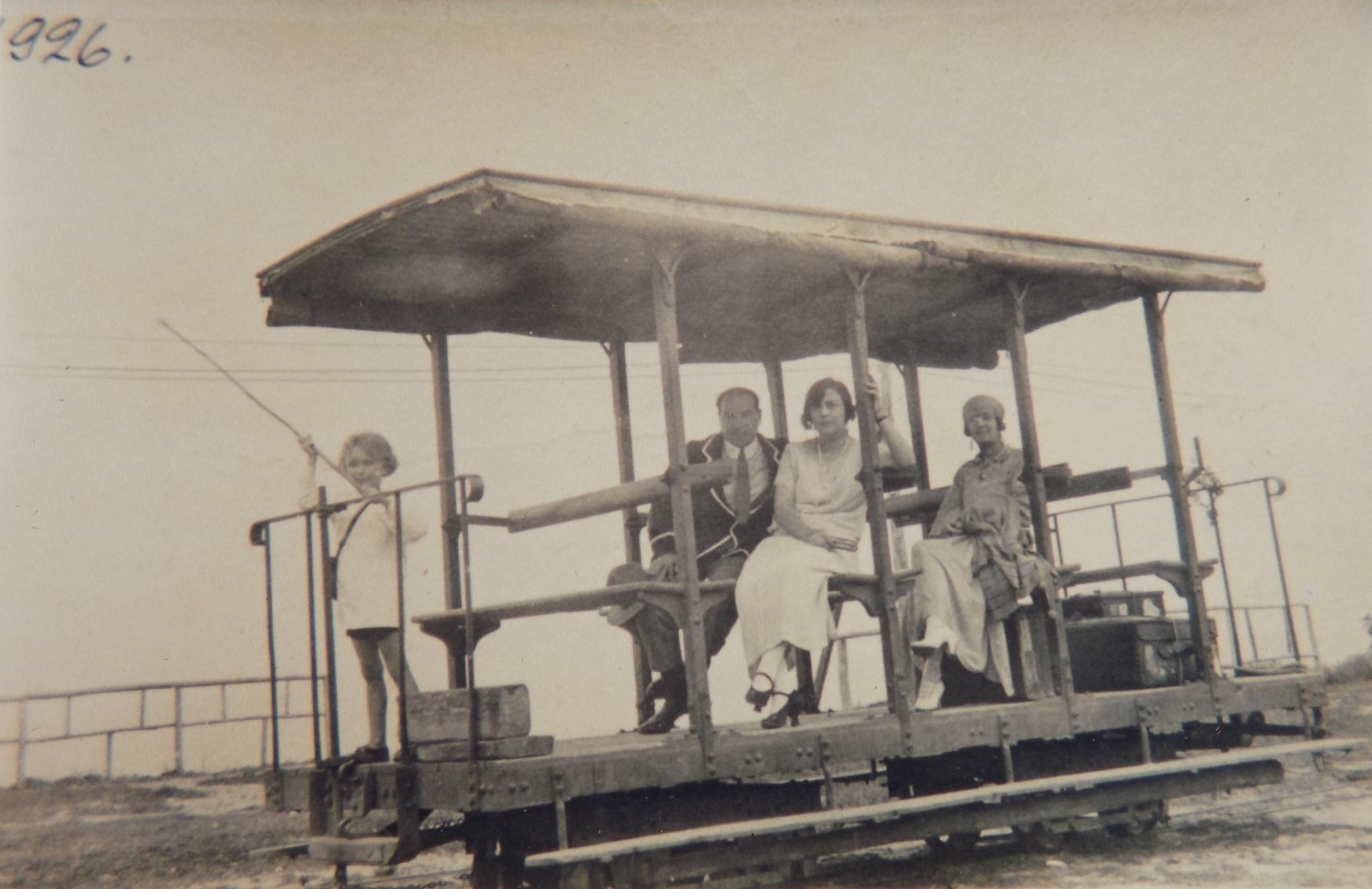
Imagen Histórica de La Floresta
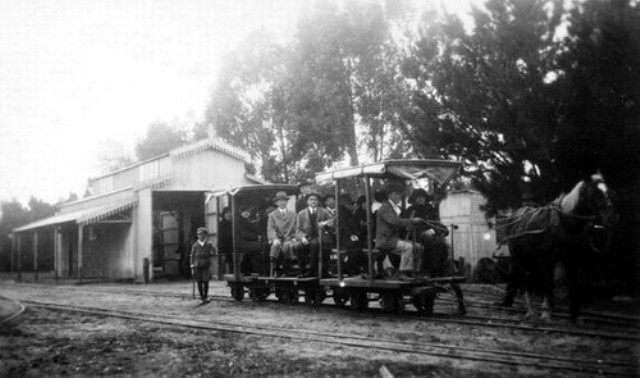
Imagen Histórica de La Floresta
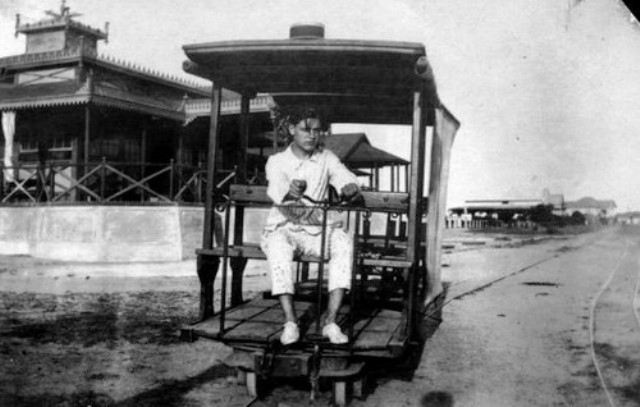
Imagen Histórica de La Floresta
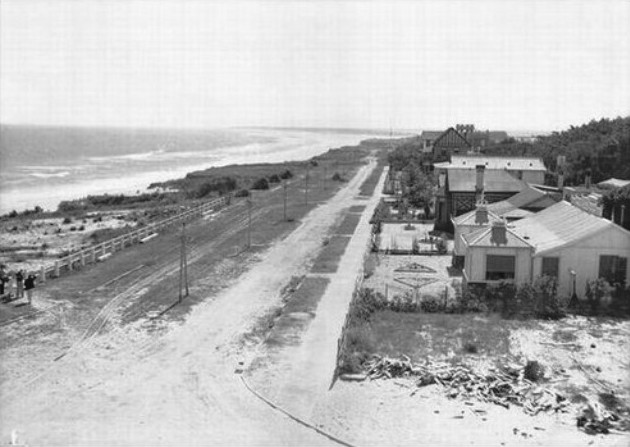
Imagen Histórica de La Floresta

### Desarrollo
Pese al desarrollo urbano, la forestación iniciada en 1909 no se detuvo, y en 1918 había ya un millón de árboles. En 1936 se construyó el segundo gran hotel de La Floresta que, con el tiempo, se transformó en apartamentos de propiedad horizontal. Ese mismo año terminó la electrificación del balneario y, entre 1945 y 1950, se pavimentaron todas sus calles. El desarrollo de La Floresta nunca se detuvo. El balneario contó con un teatro, casino, parques y un cine instalado en un edificio que aún hoy forma parte de la arquitectura más destacada del lugar. El crecimiento de la población local y de las localidades vecinas determinó la creación del liceo local en 1974. En diciembre de 1940, de acuerdo a lo dispuesto en la ley 9.974, La Floresta fue declarado centro poblado, y el 3 de diciembre de 1969 se le dio el rango de ciudad, por la ley 13.806.

## Población
Según el censo de 2023 la ciudad contaba con una población de 3 146 habitantes.
| 566        | 853 | 959 | 1 211 | 1 109 | 1 595 | 3 146 |
| (Fuente: ) |     |     |       |       |       |       |

## Turismo

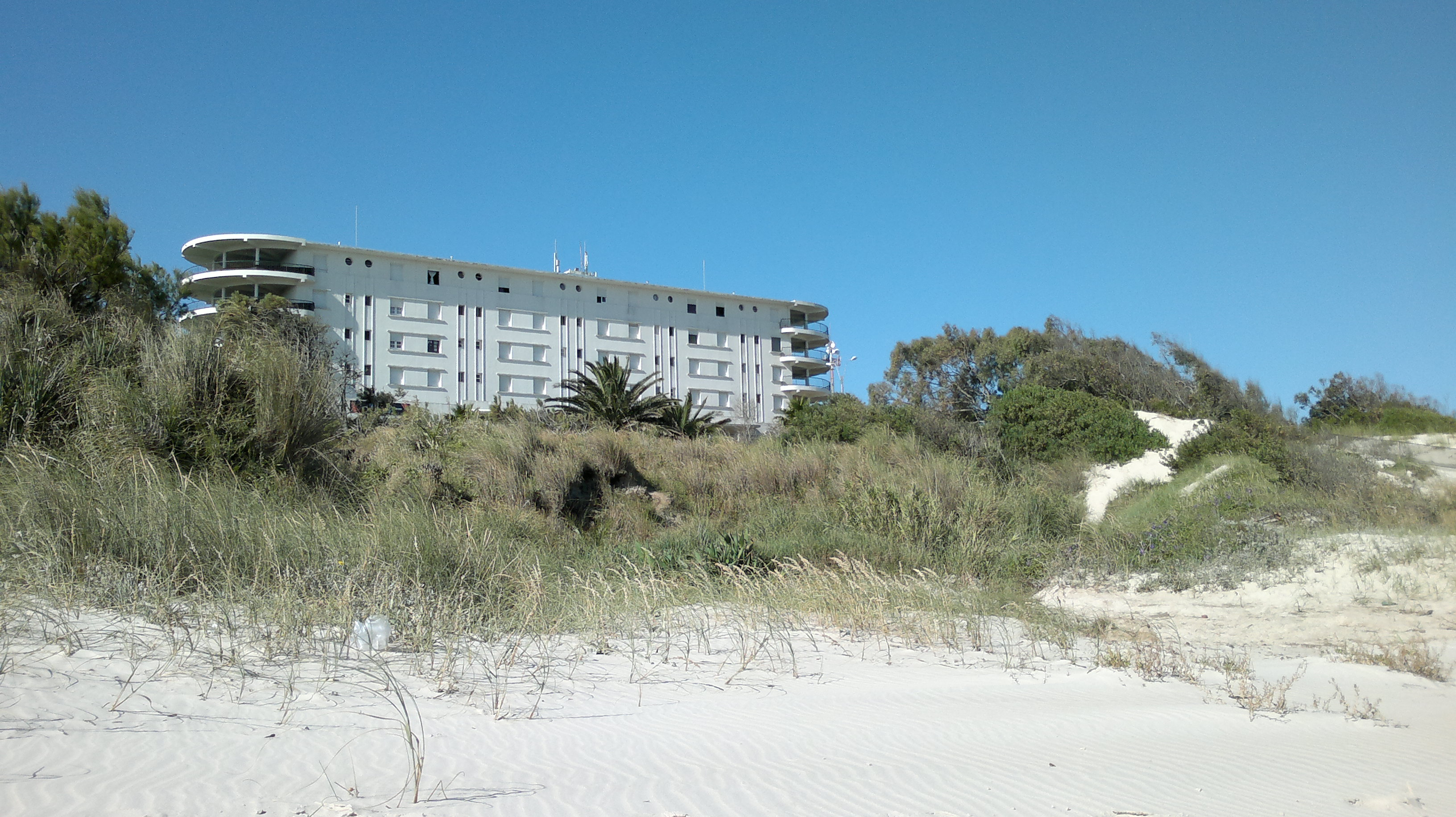
Ex-Hotel

Su calle principal, Av. Treinta y Tres, ofrece gran variedad de comercios para realizar compras. 
Un sitio característico es el Santuario Monumental de la Virgen de las Flores, ubicado a un kilómetro al norte de La Floresta.
Antonio Bersanino (1838-1892), fue quien trajo la imagen de la virgen de las Flores desde la ciudad italiana Bra (Italia) 
el 17 de diciembre de 1916, muchos años después de instalarse en Uruguay en 1876. Esta imagen es una talla de madera, cubierta con yeso, de 1,60 metros de altura. Bersanino dedicó el resto de su vida al ambicioso proyecto de la construcción de un santuario para colocar allí la Virgen de Bra, que actualmente sigue ubicada en el Santuario Virgen de las Flores
En el año 1891, se realizó una novena en honor a la imagen en la Iglesia Metropolitana.

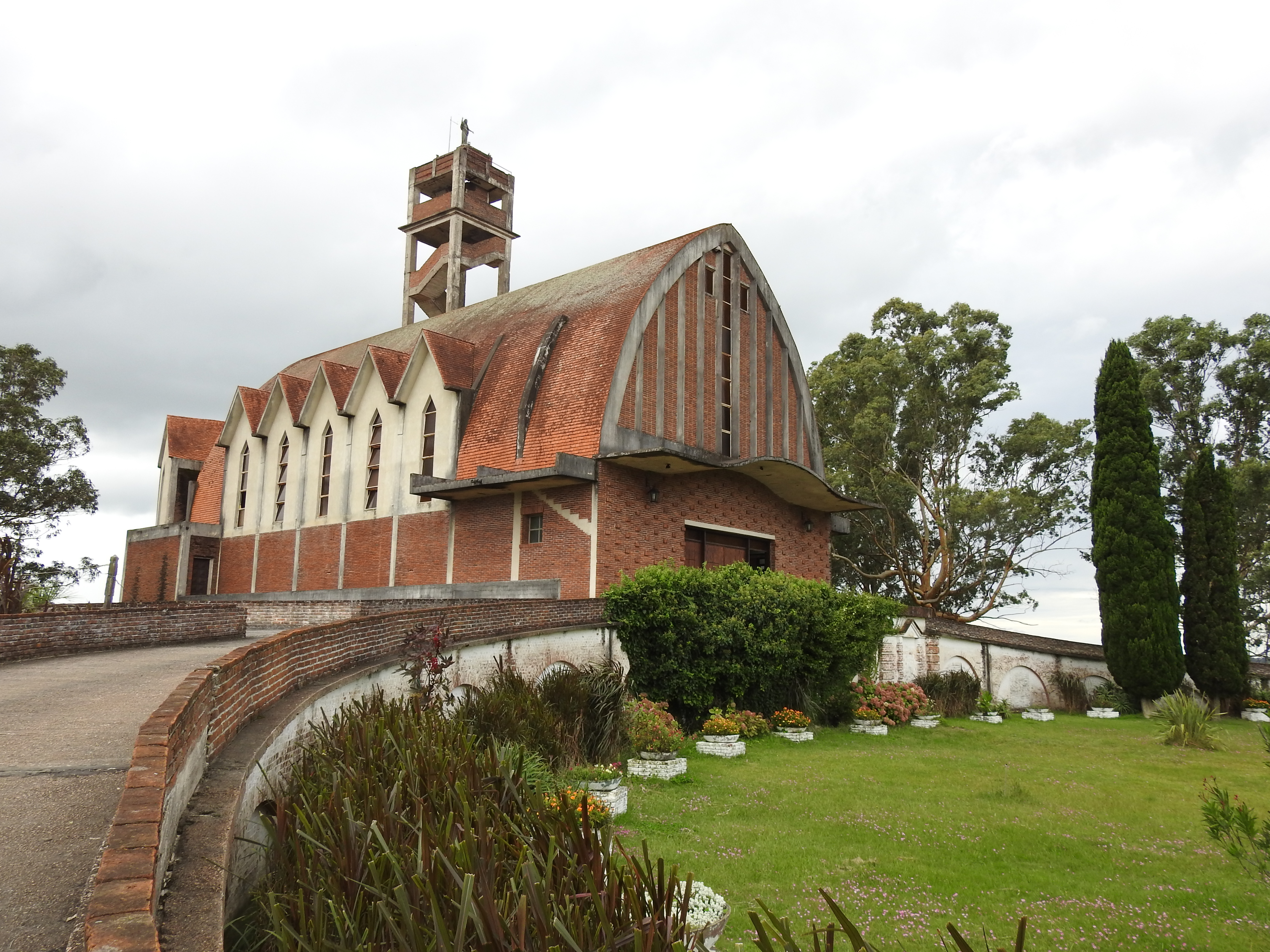
Santuario Virgen de las Flores, Estación La Floresta
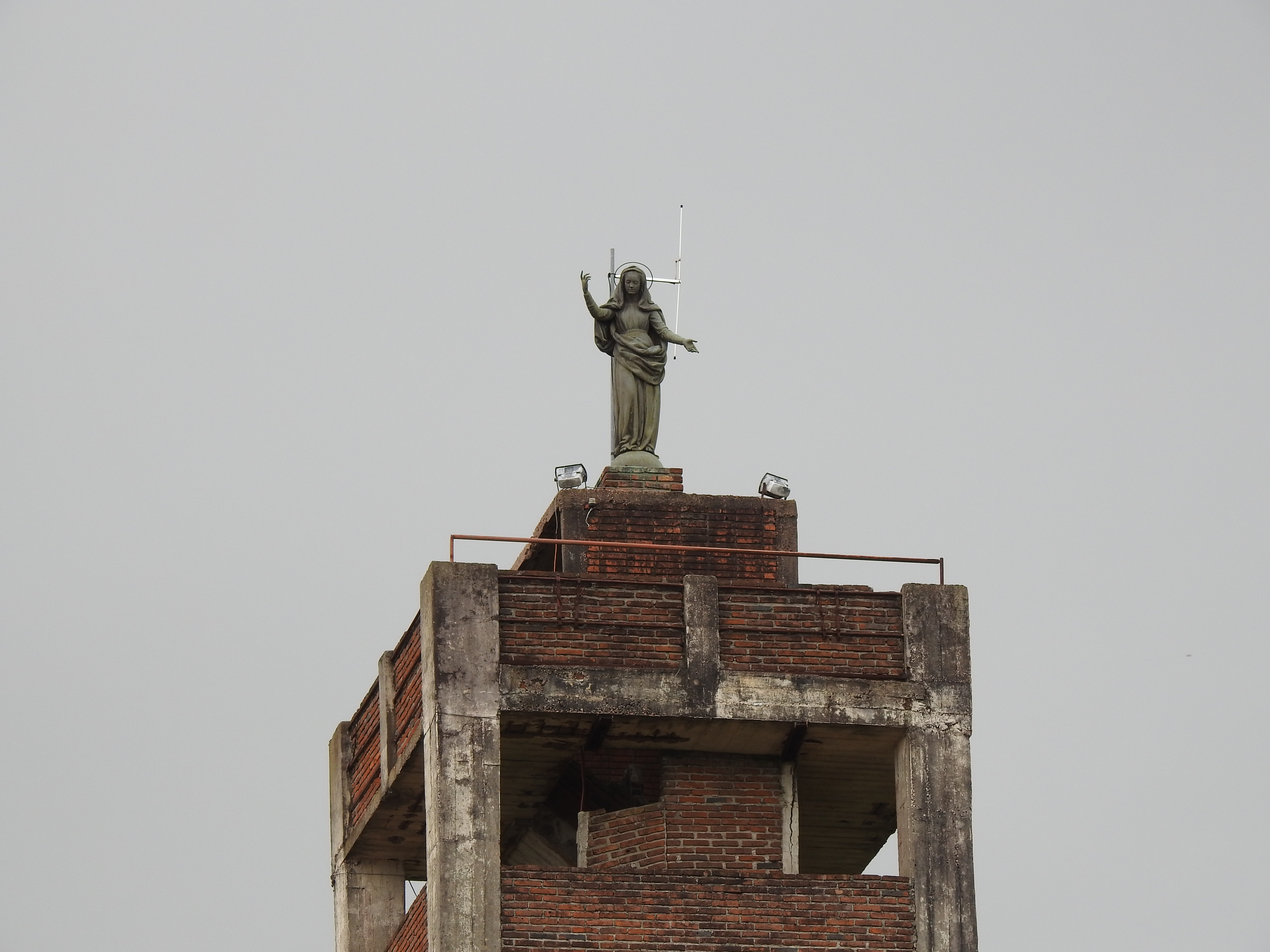
Santuario Virgen de las Flores, Estación La Floresta
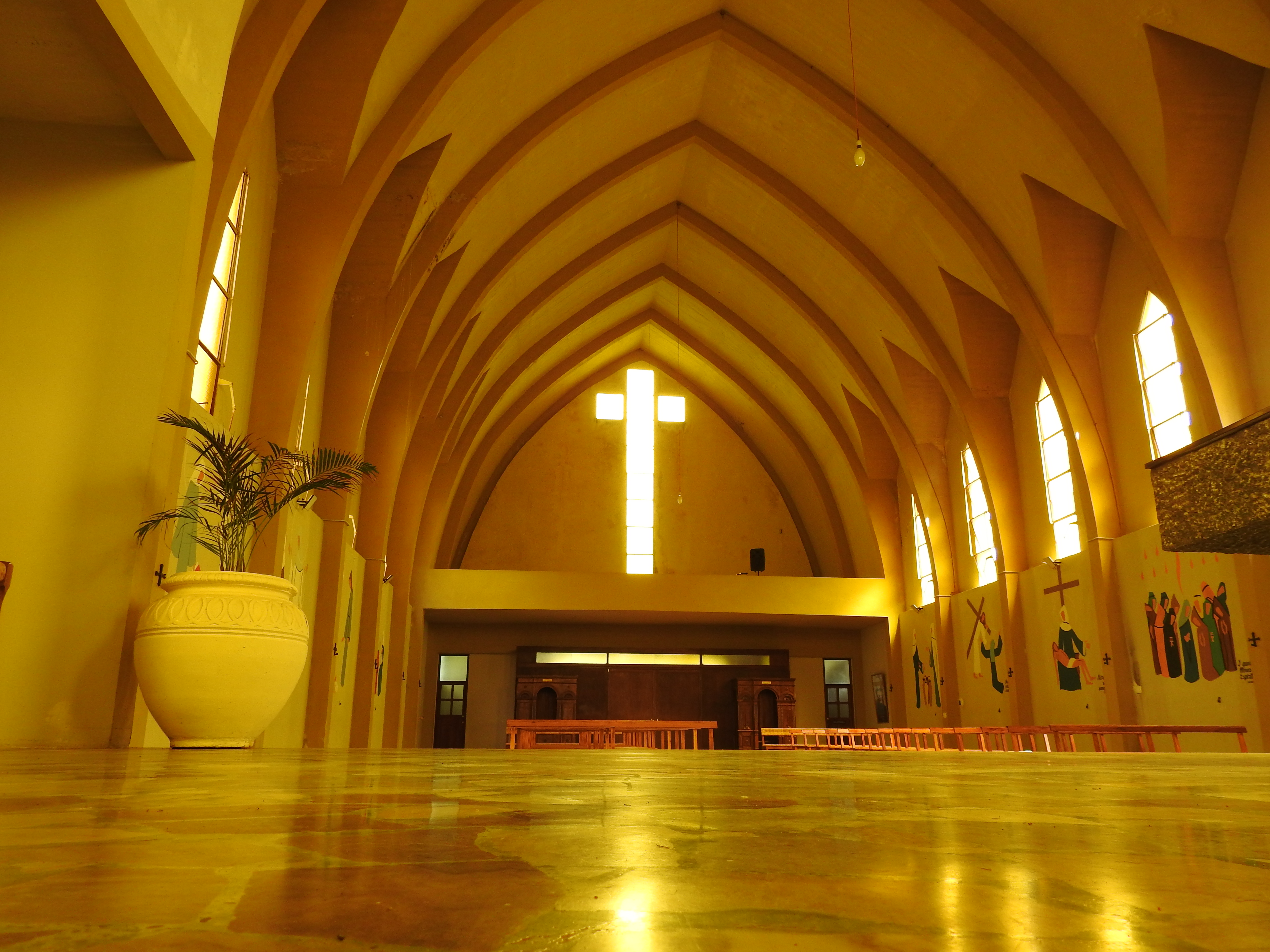
Santuario Virgen de las Flores, Estación La Floresta
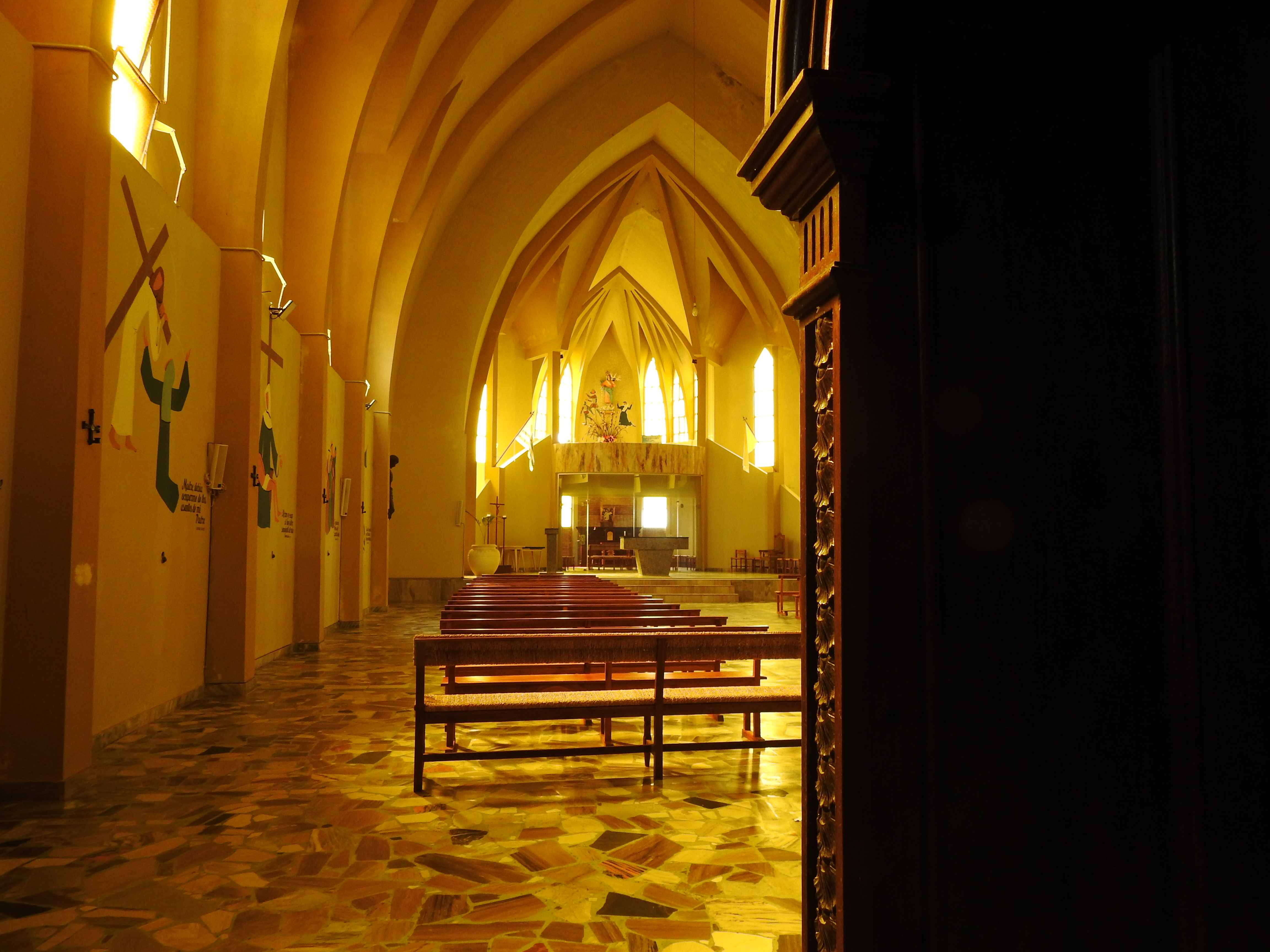
Santuario Virgen de las Flores, Estación La Floresta
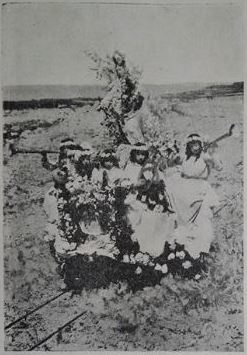
Recuerdos de la Peregrinación del 17 de Diciembre de 1916

Otro de sus patrimonios es una torre de agua hecha por Eladio Dieste, se trata de una torre de ladrillos calada para un tanque de agua, un claro referente del estilo arquitectónico de su autor.

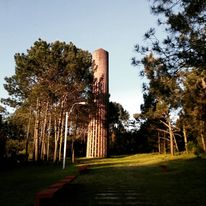
Tanque de agua Eladio Dieste en Las Vegas, La Floresta, Canelones

Se puede encontrar a lo largo de su costa gran cantidad de esculturas creadas en la Bienal Internacional de Escultores en el año 2000. Existe además en la costa del arroyo Sarandí, que limita con Costa Azul, el llamado El paseo de las esculturas, es un espacio verde donde escultores realizaron sus obras y desde ese momento permanecen en el lugar.

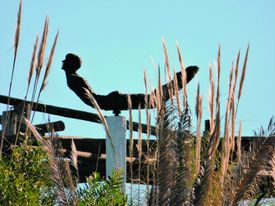
Escultura en La Floresta
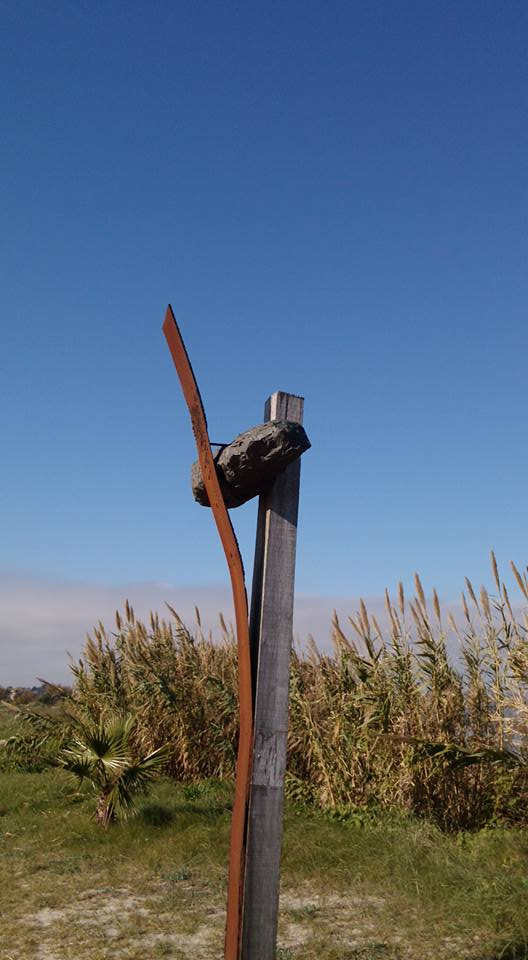
Escultura en La Floresta
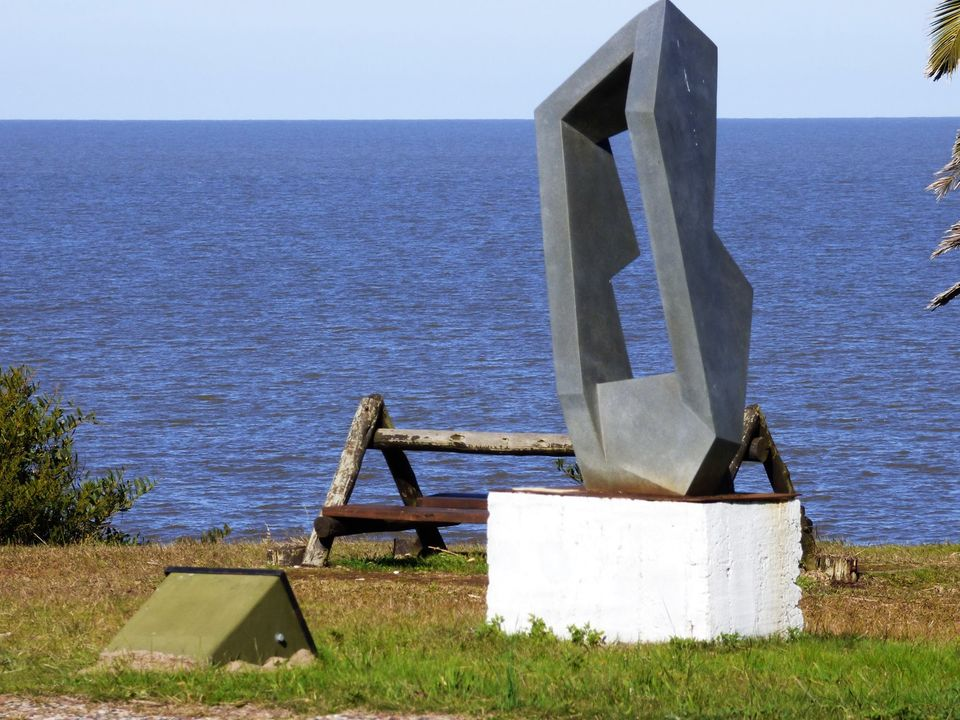
Escultura en La Floresta

## Cultura
En materia cultural la Liga de Fomento de La Floresta ha promovido el desarrollo en varias ramas, destacándose la organización del I, II y III Encuentro Bienal Internacional de Escultores realizados en enero de 2005, enero de 2007 y enero de 2009 respectivamente. En la primera bienal se logró la presencia de artistas de primer nivel internacional; una gran afluencia de público que pudo compartir durante 10 días con cada escultor invitado la transformación de un bloque de granito de grandes dimensiones, esculpiendo su obra a la vista del público, lo que posibilitó un acercamiento de la gente a la escultura contemporánea, y la percepción de la misma en su real dimensión, tanto en el proceso creativo como en la cristalización de la obra y convertir el encuentro en un evento referencial de escultura en el ámbito internacional. En esa edición participaron Juan Carlos Mercurio (Argentina), Adriana Baddi (Argentina), Beatriz Carbonell (España), Eddy Walrave (Bélgica), Erik Verhelst (Bélgica), Brenda Oakes (Gales) y Giorgio Carlevaro (Uruguay)
En las siguientes ediciones se mantuvo la calidad artística del evento por medio de la invitación a reconocidos artistas de Italia, Japón, Costa Rica, Argentina, España y Perú, así como de los renombrados escultores uruguayos Octavio Podestá y Enrique Broglia. Las obras obtenidas en los distintos eventos se encuentran colocadas en diversos puntos del balneario, en plazas, parque, pérgolas y fundamentalmente en la rambla. El presidente de los tres simposios ha sido el escultor uruguayo Luis Asuaga cuyas obras también se encuentran engalanando el balneario.

Desde el año 2018 la Comisión de vecinos Plaza Lavalleja comienza a organizar el desfile de Carnaval que se celebra cada año en esta localidad.

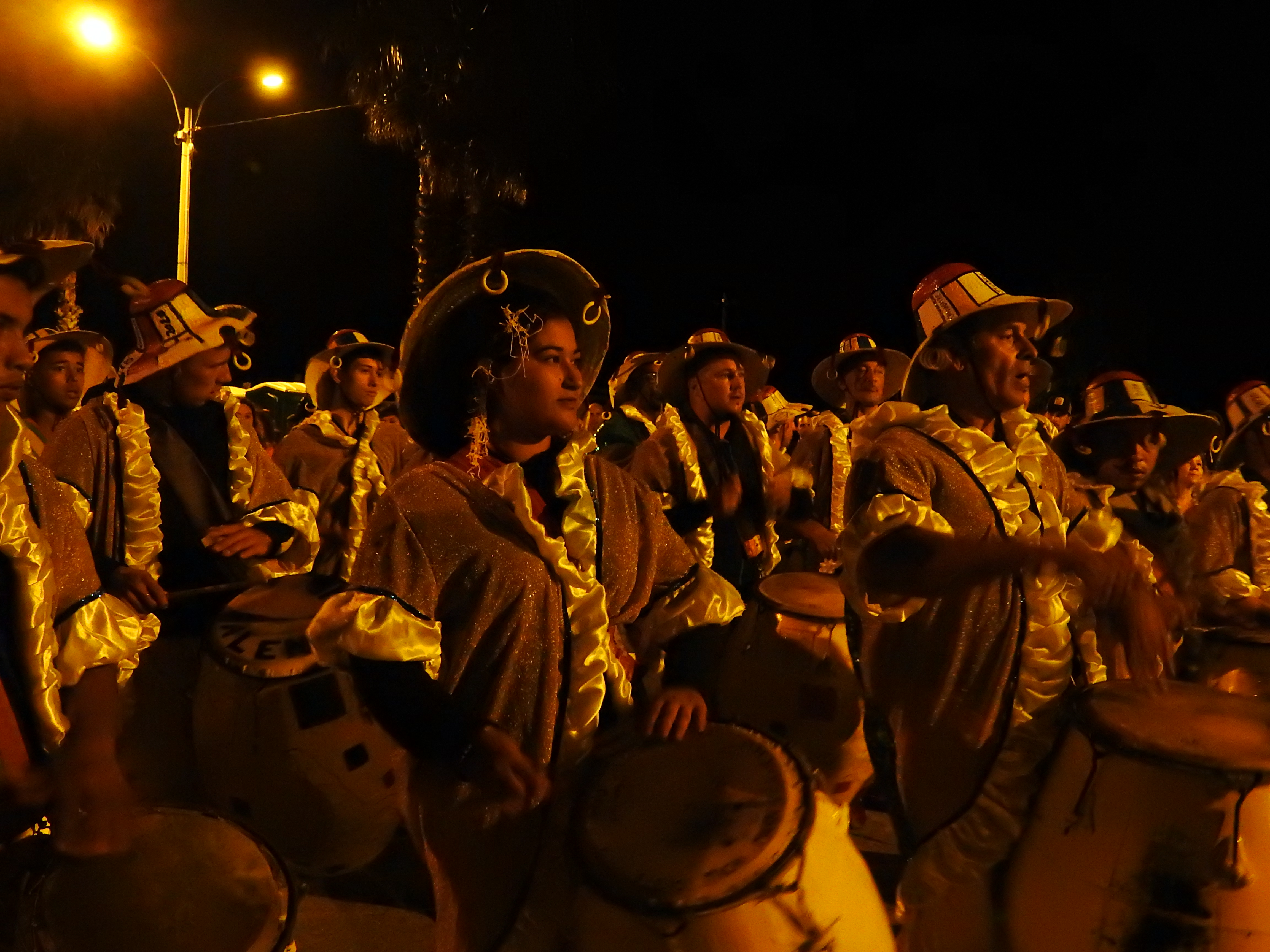
Carnaval de La Floresta
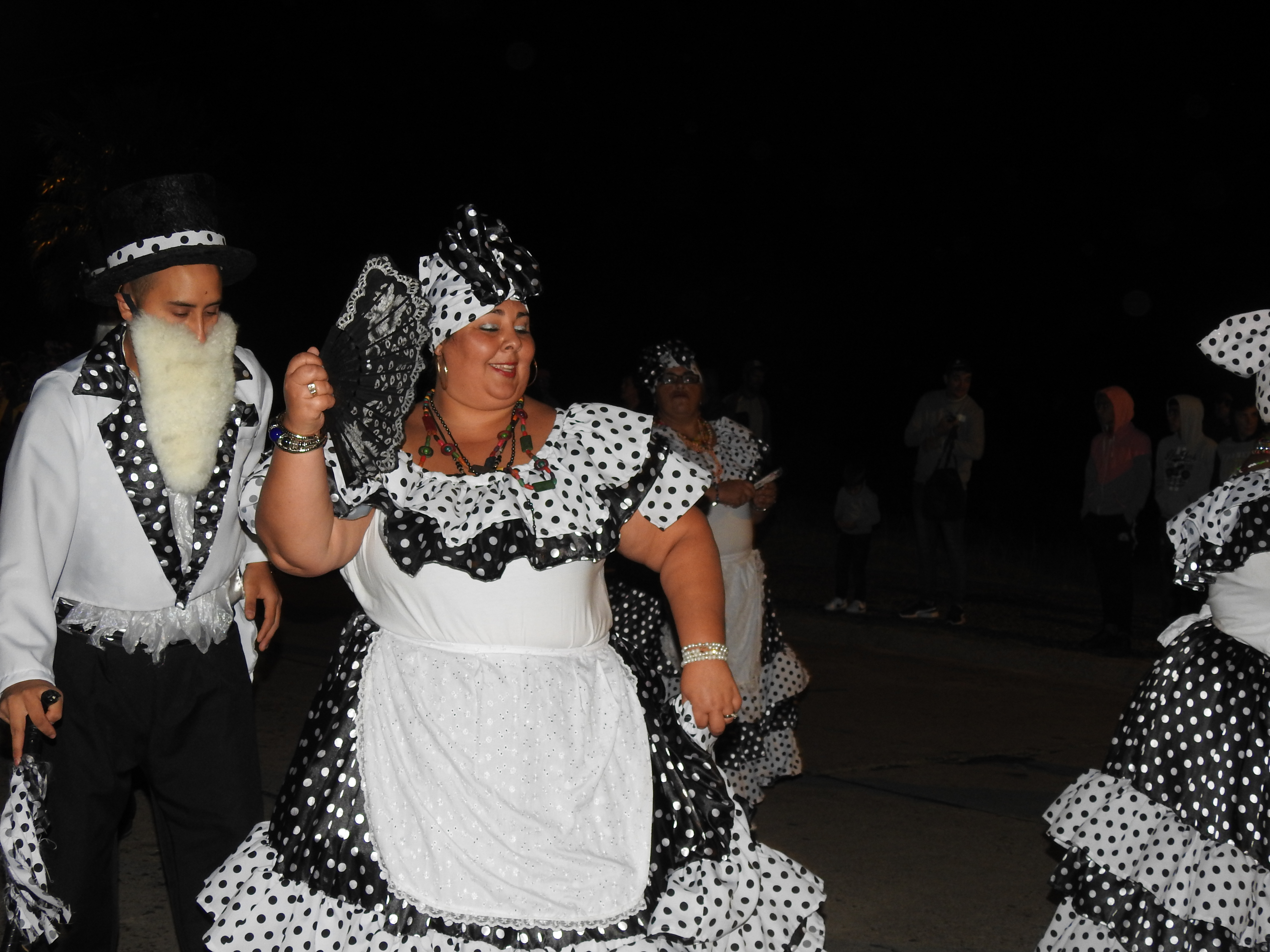
Carnaval de La Floresta
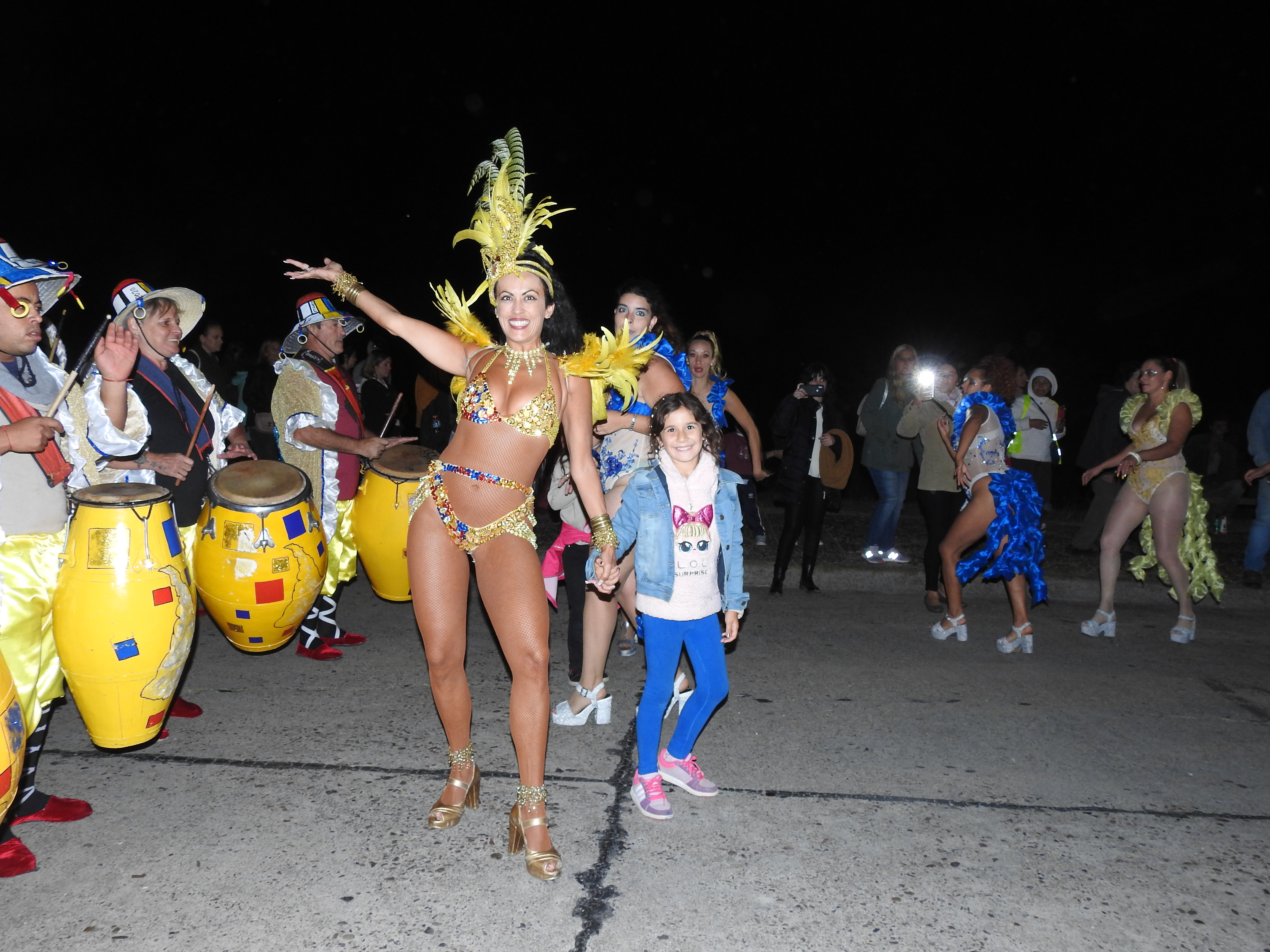
Carnaval de La Floresta
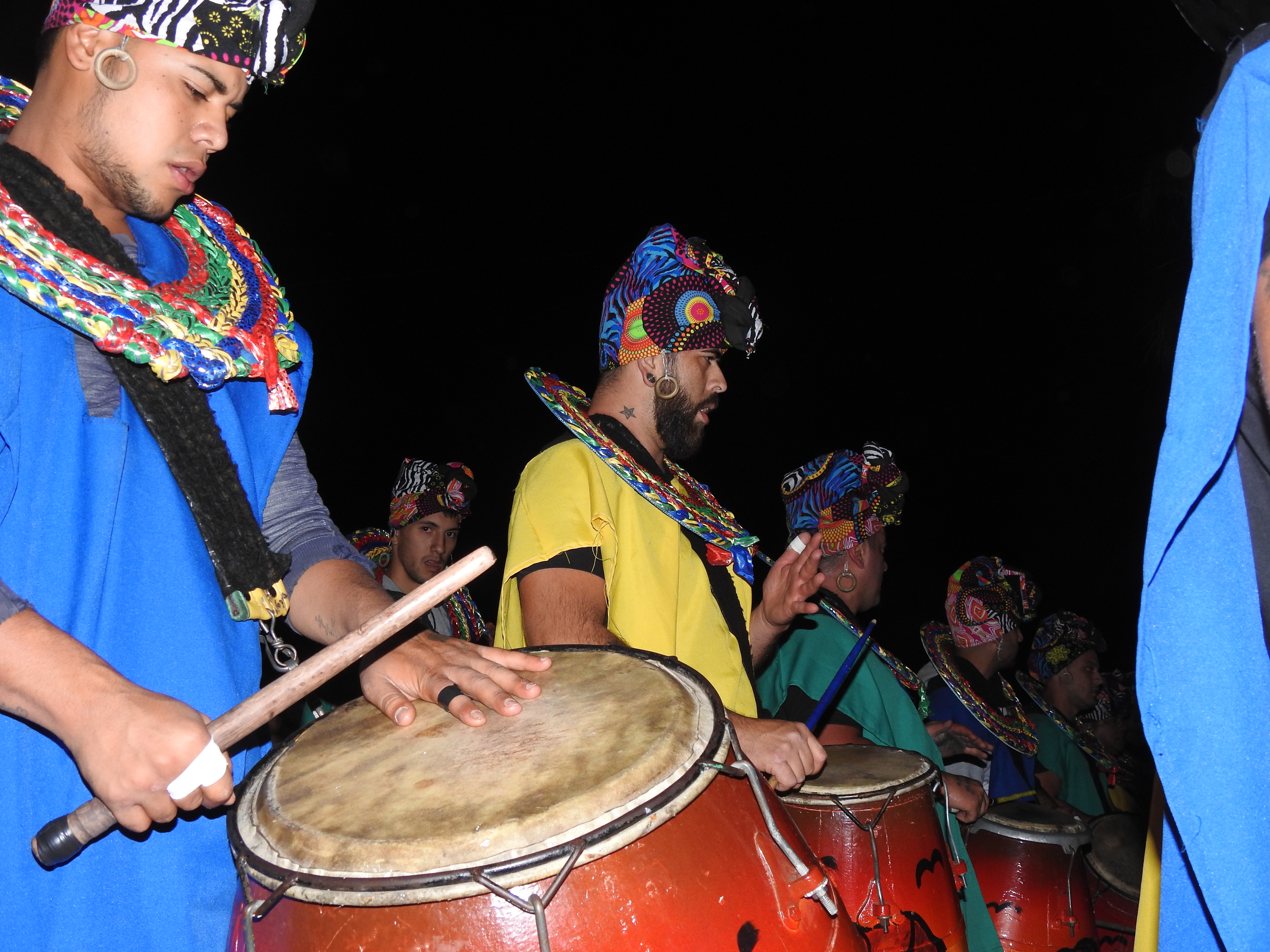
Carnaval de La Floresta

## Playa y naufragios
En el invierno de 1923 un ciclón hizo encallar los vapores Rugia, Tuscany y Montferland en apenas dos kilómetros de las playas del balneario La Floresta. Más de 20 naves de todo tipo trabajaron para liberar a los barcos accidentados. Los avances tecnológicos y las ayudas a la navegación, como las boyas iluminadas, hicieron más tarde disminuir notoriamente los accidentes en las traicioneras aguas del Río de la Plata.